# Vicunha
A vicunha (Vicugna vicugna) é o animal que possui o menor tamanho entre os camelídeos andinos, chegando, no máximo, a 1,30 metros de altura e podendo pesar até 40 kg. Sua pelagem é muito fina e tem alto valor comercial; por esse motivo, a vicunha esteve à beira da extinção por causa dos caçadores ilegais. A população de vicunhas, que chegou a ter apenas 25 000 exemplares, chega atualmente quase a 170 000 (aproximadamente 100 000 vivem no Peru) e o número vem crescendo em média 8% por ano.
Habita de 3 000 a 4 600 metros acima do nível do mar, no elevado platô andino na região central e sul do Peru, oeste da Bolívia, norte do Chile e noroeste da Argentina, especificamente na puna, uma estepe elevada, desértica e desprovida de árvores, localizada acima da zona de lavouras cultivadas.

## Etimologia
"Vicunha" provém do quíchua huik'unha, através do castelhano americano vicuña.

## Características
A vicunha está bem adaptada à vida nesse ambiente inóspito. Sua pelagem é constituída da lã da melhor qualidade que se conhece, a qual é valorizada e utilizada pelo homem desde a era pré-colombiana. Esta lã a protege do extremo frio e dos fortes ventos da puna e serve como um acolchoado para o corpo quando descansa no chão. Em comparação com os camelos do velho mundo, a vicunha possui cascos mais profundamente bipartidos, permitindo que caminhe e corra com mais aptidão em encostas rochosas, penhascos e pedras soltas, comuns na puna (Koford, 1957). Outra importante adaptação são os dentes semelhantes aos de roedores, os quais crescem continuamente e permitem que a vicunha se alimente de pequenos arbustos herbáceos e gramíneas perenes rentes ao solo. A vicunha é o único ungulado que possui incisivos de raiz aberta e crescimento contínuo. É um dos quatro representantes vivos da família dos camelos encontrados na América do Sul, sendo os outros três o guanaco (Lama guanicoe), a lhama (Lama glama) e a alpaca (Vicugna pacos). A vicunha e o guanaco são espécies selvagens, enquanto a lhama e a alpaca são domesticadas.